# Scotch Meadows (Carolina del Norte)
Scotch Meadows es un lugar designado por el censo ubicado en el condado de Scotland en el estado estadounidense de Carolina del Norte. La localidad en el año 2010, tenía una población de 580 habitantes.

## Geografía
Scotch Meadows se encuentra ubicado en las coordenadas 34°41′20.21″N 79°31′3.78″O / 34.6889472, -79.5177167.